# Federico di Sassonia-Altenburg (1801-1870)
Federico Guglielmo Carlo Giuseppe Luigi Giorgio di Sassonia-Altenburg (Hildburghausen, 4 ottobre 1801 – Altenburg, 1º luglio 1870) fu principe di Sassonia-Hildburghausen e dal 1826 principe di Sassonia-Altenburg.

## Biografia
Federico era figlio del Duca Federico di Sassonia Hildburghausen ( dal 1826 Duca di Sassonia-Altenburg), e di sua moglie CArlotta di Meclemburgo-Strelitz. Per distinguerlo dal padre, venne spesso chiamato il più giovane. Fu fratello dei Duchi Giuseppe e Giorgio, così come di Teresa, Regina di Baviera, con cui era cresciuto. Dal 1816 venne educato, insieme al fratello Edoardo, nel villaggio svizzero di Hofwil, presso l'Istituto di Philipp Emanuel von Fellenberg. 
Il 25 giugno 1834, Federico si fidanzò a Londra con Lady Maria Alathea Beatrice Talbot (1815–1858), figlia di John Talbot, quindicesimo Conte di Shrewsbury. La cerimonia venne organizzata dalla Regina Adelaide, originaria al pari di Federico della Turingia meridionale, in presenza di numerosi membri dell'aristocrazia europea. Re Luigi di Baviera, cognato del fidanzato, conferì alla cattolica Lady Maria Alathea il titolo di "Altezza serenissima", in qualità di "Principessa di Baviera". Ma il matrimonio non venne mai celebrato. Federico morì celibe, e Mary Talbot sposò nel 1839 il Principe Filippo Andrea Doria-Pamfili-Landi (1813–1876).
Nonostante nel 1826 la corte ducale si fosse spostata da Hildburghausen ad Altenburg, Federico rimase ad Hildburghausen sino al 1849 con suo fratello Giorgio e sua sorella Carlotta, che s'era separata dal marito, nella cosiddetta Bechmannschen Haus. In seguito si trasferì nel Castello di Hummelshain. Sebbene nel 1826 fosse stato nominato capitano, Federico condusse una vita da privato cittadino, dedicandosi alla cura dei poveri. Egli è sepolto nella cripta principesca di Altenburg.

## Albero genealogico
|                                                 |                                                 |                                                        | Genitori                                                              |  |  | Nonni |  |  | Bisnonni                                       |  |  | Trisnonni                                     |  |
|                                                 |                                                 |                                                        |                                                                       |  |  |       |  |  | Ernesto Federico II di Sassonia-Hildburghausen |  |  | Ernesto Federico I di Sassonia-Hildburghausen |  |
|                                                 |                                                 |                                                        |                                                                       |  |  |       |  |  | Ernesto Federico II di Sassonia-Hildburghausen |  |  | Ernesto Federico I di Sassonia-Hildburghausen |  |
|                                                 |                                                 | Sofia Albertina di Erbach-Erbach                       |                                                                       |  |  |       |  |  | Ernesto Federico II di Sassonia-Hildburghausen |  |  |                                               |  |
| Ernesto Federico III di Sassonia-Hildburghausen |                                                 |                                                        |                                                                       |  |  |       |  |  | Ernesto Federico II di Sassonia-Hildburghausen |  |  |                                               |  |
|                                                 |                                                 | Carolina di Erbach-Fürstenau                           | Filippo Carlo di Erbach-Fürstenau                                     |  |  |       |  |  |                                                |  |  |                                               |  |
|                                                 |                                                 | Carolina di Erbach-Fürstenau                           | Filippo Carlo di Erbach-Fürstenau                                     |  |  |       |  |  |                                                |  |  |                                               |  |
|                                                 |                                                 | Carolina di Erbach-Fürstenau                           | Carlotta Amalia di Kunowitz                                           |  |  |       |  |  |                                                |  |  |                                               |  |
| Federico di Sassonia-Altenburg                  |                                                 | Carolina di Erbach-Fürstenau                           |                                                                       |  |  |       |  |  |                                                |  |  |                                               |  |
|                                                 |                                                 | Ernesto Augusto I di Sassonia-Weimar                   | Giovanni Ernesto III di Sassonia-Weimar                               |  |  |       |  |  |                                                |  |  |                                               |  |
|                                                 |                                                 | Ernesto Augusto I di Sassonia-Weimar                   | Giovanni Ernesto III di Sassonia-Weimar                               |  |  |       |  |  |                                                |  |  |                                               |  |
|                                                 |                                                 | Ernesto Augusto I di Sassonia-Weimar                   | Sofia Augusta di Anhalt-Zerbst                                        |  |  |       |  |  |                                                |  |  |                                               |  |
| Ernestina Augusta di Sassonia-Weimar            |                                                 | Ernesto Augusto I di Sassonia-Weimar                   |                                                                       |  |  |       |  |  |                                                |  |  |                                               |  |
|                                                 |                                                 | Sofia Carlotta di Brandeburgo-Bayreuth                 | Giorgio Federico Carlo di Brandeburgo-Bayreuth                        |  |  |       |  |  |                                                |  |  |                                               |  |
|                                                 |                                                 | Sofia Carlotta di Brandeburgo-Bayreuth                 | Giorgio Federico Carlo di Brandeburgo-Bayreuth                        |  |  |       |  |  |                                                |  |  |                                               |  |
|                                                 |                                                 | Sofia Carlotta di Brandeburgo-Bayreuth                 | Dorotea di Schleswig-Holstein-Sonderburg-Beck                         |  |  |       |  |  |                                                |  |  |                                               |  |
| Federico di Sassonia-Altenburg                  |                                                 | Sofia Carlotta di Brandeburgo-Bayreuth                 |                                                                       |  |  |       |  |  |                                                |  |  |                                               |  |
|                                                 | Carlo Ludovico Federico di Meclemburgo-Strelitz | Adolfo Federico II di Meclemburgo-Strelitz             |                                                                       |  |  |       |  |  |                                                |  |  |                                               |  |
|                                                 | Carlo Ludovico Federico di Meclemburgo-Strelitz | Adolfo Federico II di Meclemburgo-Strelitz             |                                                                       |  |  |       |  |  |                                                |  |  |                                               |  |
|                                                 | Carlo Ludovico Federico di Meclemburgo-Strelitz | Cristiana Emilia di Schwarzburg-Sondershausen          |                                                                       |  |  |       |  |  |                                                |  |  |                                               |  |
| Carlo II di Meclemburgo-Strelitz                | Carlo Ludovico Federico di Meclemburgo-Strelitz |                                                        |                                                                       |  |  |       |  |  |                                                |  |  |                                               |  |
|                                                 |                                                 | Elisabetta Albertina di Sassonia-Hildburghausen        | Ernesto Federico I di Sassonia-Hildburghausen                         |  |  |       |  |  |                                                |  |  |                                               |  |
|                                                 |                                                 | Elisabetta Albertina di Sassonia-Hildburghausen        | Ernesto Federico I di Sassonia-Hildburghausen                         |  |  |       |  |  |                                                |  |  |                                               |  |
|                                                 |                                                 | Elisabetta Albertina di Sassonia-Hildburghausen        | Sofia Albertina di Erbach-Erbach                                      |  |  |       |  |  |                                                |  |  |                                               |  |
| Carlotta di Meclemburgo-Strelitz                |                                                 | Elisabetta Albertina di Sassonia-Hildburghausen        |                                                                       |  |  |       |  |  |                                                |  |  |                                               |  |
|                                                 |                                                 | Giorgio Guglielmo d'Assia-Darmstadt                    | Luigi VIII d'Assia-Darmstadt                                          |  |  |       |  |  |                                                |  |  |                                               |  |
|                                                 |                                                 | Giorgio Guglielmo d'Assia-Darmstadt                    | Luigi VIII d'Assia-Darmstadt                                          |  |  |       |  |  |                                                |  |  |                                               |  |
|                                                 |                                                 | Giorgio Guglielmo d'Assia-Darmstadt                    | Carlotta di Hanau-Lichtenberg                                         |  |  |       |  |  |                                                |  |  |                                               |  |
| Federica Carolina Luisa d'Assia-Darmstadt       |                                                 | Giorgio Guglielmo d'Assia-Darmstadt                    |                                                                       |  |  |       |  |  |                                                |  |  |                                               |  |
|                                                 |                                                 | Maria Luisa Albertina di Leiningen-Dagsburg-Falkenburg | Cristiano Carlo Reinardo di Leiningen-Dachsburg-Falkenburg-Heidesheim |  |  |       |  |  |                                                |  |  |                                               |  |
|                                                 |                                                 | Maria Luisa Albertina di Leiningen-Dagsburg-Falkenburg | Cristiano Carlo Reinardo di Leiningen-Dachsburg-Falkenburg-Heidesheim |  |  |       |  |  |                                                |  |  |                                               |  |
|                                                 |                                                 | Maria Luisa Albertina di Leiningen-Dagsburg-Falkenburg | Caterina Polissena di Solms-Rödelheim                                 |  |  |       |  |  |                                                |  |  |                                               |  |
|                                                 |                                                 | Maria Luisa Albertina di Leiningen-Dagsburg-Falkenburg |                                                                       |  |  |       |  |  |                                                |  |  |                                               |  |